# San Carlos (Chiriquí)
San Carlos es un corregimiento o poblado del distrito de David en la provincia de Chiriquí, República de Panamá. Cuenta con 4.487 habitantes (2010).